# Гуркін Михайло Антонович
Михайло Антонович Гуркін (нар. 1928 / 1929 — пом. ?) — радянський футболіст, захисник та нападник.

## Життєпис
Розпочинав грати 1949 року в «Шахтарі» (Кемерово). У 1950 році в класі «А» зіграв за «Торпедо» (Сталінград) 15 матчів, відзначився одним голом. У класі «Б» виступав за «Торпедо» (1951-1953), «Металург» Дніпропетровськ (1954-1956), «Хімік» Дніпродзержинськ (1957; 1956 — КФК), «Металург» Сталінград (1958). Півфіналіст Кубку СРСР 1954 року.